# Almuñécar (Gerichtsbezirk)
Der Gerichtsbezirk Almuñécar ist einer der neun Gerichtsbezirke in der Provinz Granada.
Der Bezirk umfasst 4 Gemeinden auf einer Fläche von 178,50 km² mit dem Hauptquartier in Almuñécar.

## Gemeinden
| Gemeinde                 | Einwohner (2024) | Fläche km² | Dichte Einw./km² | Cod INE | Postleitzahl |
| ------------------------ | ---------------- | ---------- | ---------------- | ------- | ------------ |
| Almuñécar                | 27.311           | 83,36      | 328              | 18017   | 18690, 18697 |
| Jete                     | 995              | 13,91      | 72               | 18109   | 18699        |
| Lentegí                  | 350              | 23,76      | 15               | 18120   | 18699        |
| Otívar                   | 1.038            | 57,47      | 18               | 18148   | 18698        |
| Gerichtsbezirk Almuñécar | 29.694           | 178,50     | 166              | –       | –            |